# Un prophète
Un prophète (bra: O Profeta; prt: Um Profeta) é um filme de ação e crime, dirigido por Jacques Audiard. Foi a escolha da França para o Oscar 2010 de Melhor Filme Estrangeiro.

## Sinopse
Condenado a seis anos de prisão, Malik El Djebena, de ascendência árabe, é semi-analfabeto. Ao chegar à prisão, totalmente sozinho, ele parece mais jovem e mais frágil do que os outros presos. Ele está com 19 anos. O líder dos corsos, que tem o controle da prisão, ameaça Malik em troca de "proteção". Sem opção, Malik acaba coagido a colaborar com os corsos. Malik aprende muitas coisas na prisão, e aos poucos vai arquitetando planos para se libertar dos corsos.[carece de fontes?]

## Elenco
- Tahar Rahim... Malik El Djebena
- Niels Arestrup... César Luciani
- Adel Bencherif... Ryad
- Reda Kateb... Jordi, o cigano
- Hichem Yacoubi... Reyeb
- Jean-Philippe Ricci... Vettorri
- Gilles Cohen... Prof
- Antoine Basler... Pilicci
- Leïla Bekhti... Djamila
- Pierre Leccia... Sampierro
- Foued Nassah... Antaro
- Jean-Emmanuel Pagni...Santi
- Frédéric Graziani... Chefe da detenção
- Sumane Dazi... Lattrache
- Alaa Oumouzoune... o prisioneiro rebelde
- Salem Kali... o prisioneiro amotinado
- Pascal Henault... Ceccaldi (um corso)
- Sonia Hell... um guarda

## Produção
Audiard afirmou que ao fazer o filme pretendia "criar ícones, imagens para quem não tem imagem no cinema, como os árabes na França", embora também tenha afirmado que o filme "não tem nada a ver com sua visão da sociedade", e é uma obra de ficção.
Audiard estava pensando em fazer um filme ambientado na prisão depois de assistir à exibição de um de seus filmes em uma dessas instituições e ficar chocado com as condições desses locais. O roteiro do filme foi submetido a eles por um produtor e retrabalhado por Audiard e Thomas Bidegain.
Audiard escalou Niels Arestrup como o chefe do crime da Córsega César Luciani, depois de apresentá-lo em seu filme anterior, The Beat That My Heart Skipped . Ele conheceu Tahar Rahim, que interpreta Malik, quando eles dividiram um passeio de automóvel em outro set de filmagem. Para garantir a autenticidade da experiência na prisão, Audiard contratou ex- presidiários como conselheiros e figurantes.

## Recepção
No agregador de críticas Rotten Tomatoes, que categoriza as opiniões apenas como positivas ou negativas, o filme tem um índice de aprovação de 97% calculado com base em 160 comentários dos críticos que é seguido do consenso: "Apresentando uma impressionante atuação de estrela do recém-chegado Tahar Rahim, A Prophet é um filme de gângster francês repleto de detalhes imediatos e impressionantes." Já no agregador Metacritic, com base em 100 opiniões de críticos que escrevem em maioria para a imprensa tradicional, o filme tem uma média aritmética ponderada de 90 entre 100, com a indicação de "aclamação universal".